# Luciano Cafagna
Luciano Cafagna (Avellino, 12 gennaio 1926 – Roma, 5 febbraio 2012) è stato uno storico e politico italiano.

## Biografia
Studioso dei problemi dello sviluppo economico italiano, fu professore ordinario di Storia contemporanea, che insegnò all'Università di Pisa e alla Scuola Normale Superiore. 
Fece parte, nel 1950, del gruppo dei "Giovani Storici" del Partito Comunista Italiano, ma nel 1956, dopo l'invasione sovietica dell'Ungheria, fu tra i protagonisti della "diaspora" e seguì il destino politico di Antonio Giolitti, di cui è stato uno stretto collaboratore. Ha avuto anche autorevoli incarichi politici, come quando Antonio Giolitti, nominato Commissario europeo per la politica regionale nella Jenkins nel 1975, lo volle come suo capo di gabinetto. 
Fu il primo presidente della Società Italiana per lo Studio della Storia Contemporanea, dal 1990 al 1992.
Dal 1990 al 1997, fu uno dei primi componenti della neo-costituita Autorità garante della concorrenza e del mercato.
Fu consigliere del Comitato Scientifico della "Fondazione Basso" e partecipò attivamente al dibattito politico nella Sinistra. 
Fu esponente del La Rosa nel Pugno, dei DS e aderì, infine, al neo Partito Socialista Italiano.
Fu assiduo collaboratore della rivista Mondoperaio  e, dal 2000 al 2008, membro della redazione.

## Produzione scientifica
All'inizio degli anni sessanta, con due saggi, "La formazione di una base industriale in Italia fra il 1886 e il 1914" e "Intorno alle origini del dualismo economico in Italia", si inserì nel dibattito sull'industrializzazione italiana. 
Durante gli anni di Mani pulite sviluppò un'accorta riflessione sulle cause della degenerazione del sistema dei partiti politici italiani, non mancando di evidenziare in essa la fine del ciclo del partito-Stato, inaugurato dal fascismo ma non modificato nel passaggio dal partito unico al pluralismo dei partiti: si tratta di una riflessione che fu trasferita "nel vivo di una drammatica attualità politica" dal discorso a Montecitorio del 12 aprile 1993, con cui furono annunciate le dimissioni del governo Amato I.

## Giudizi
"Curioso di tutto, aveva letto e leggeva di tutto (non da ultimo romanzi e poesia). E sapeva di tutto. La realtà presente e quella passata, anche la più remota, non finivano mai d’interessarlo. Era insieme fermissimo sui principi quanto pronto anche a capire le ragioni di cose o persone contrarissime a quei principi stessi. Napoletano d’origine, era un conversatore appassionato, pronto alla battuta caustica, ma al tempo stesso profondo, e anche nella conversazione conservava quell'abito di equanimità condita di arguzia che era il suo". 

## Opere principali
- L'economia dell'Unione Sovietica - Garzanti, 1960
- Il Nord nella storia d'Italia - Laterza, 1962
- Problemi storici della industrializzazione e dello sviluppo (con Alberto Caracciolo) - Argalià Editore, 1965
- Duello a sinistra: socialisti e comunisti nei lunghi anni '70 (con Giuliano Amato) - Il Mulino, 1982
- Dualismo e sviluppo nella storia d'Italia - Marsilio Editore, 1989
- C'era una volta. Riflessioni sul comunismo italiano - Marsilio Editore, 1991
- La grande slavina. L'Italia verso la crisi della democrazia - Marsilio Editore, 1993
- Nord e Sud. Non fare a pezzi l'unità d'Italia - Marsilio Editore, 1994
- Una strana disfatta. La parabola dell'autonomia socialista - Marsilio Editore, 1996
- Cavour - Il Mulino, 1997
- Le Culture della prima Repubblica - Reset, 1998
- '900: un secolo innominabile (AA. VV.) - Marsilio Editore, 1998